# NGC 7053
NGC 7053 (również PGC 66610 lub UGC 11727) – zwarta galaktyka (typ C), znajdująca się w gwiazdozbiorze Pegaza. Odkrył ją Albert Marth 2 września 1863 roku.
W galaktyce tej zaobserwowano do tej pory jedną supernową – SN 2003ep.